# Argentina Sono Film
Argentina Sono Film S.A.C.I. (Selección Mentasti Editor selon la dénomination officielle) est un studio de cinéma argentin, fondé en 1933. Il fonctionne actuellement comme une société de production et de distribution de films,.